# Top 40-lijst van week 9, 1965
Deze hits stonden in 1965 in week 9 in de Nederlandse Top 40.

## Top 40 week 9, 1965
| Rang | Land                     | Artiest                                                                           | Titel                                  | Rang vorige week | Aantal weken in de Top 40 | Hoogste positie | Aantal punten |
| ---- | ------------------------ | --------------------------------------------------------------------------------- | -------------------------------------- | ---------------- | ------------------------- | --------------- | ------------- |
| 1    | Nederland Zweden Finland | Dutch Swing College Band / Gudrun Jankis / Stig Rauno / Jan Rodhe & The Wild Ones | Let kiss / Letkis / Letkis jenka       | 1                | 7                         | 1               | 194           |
| 2    | Canada                   | Lucille Starr                                                                     | The French Song                        | 2                | 9                         | 1               | 353           |
| 3    | Verenigde Staten         | Chubby Checker                                                                    | Lovely, Lovely (Loverly, Loverly)      | 3                | 7                         | 2               | 237           |
| 4    | Verenigd Koninkrijk      | The Beatles                                                                       | Eight Days a Week / Baby's in Black    | 10               | 2                         | 4               | 68            |
| 5    | Verenigd Koninkrijk      | The Beatles                                                                       | I Feel Fine                            | 4                | 9                         | 1               | 349           |
| 6    | Italië                   | Adamo                                                                             | Les Filles Du Bord De Mer              | 5                | 7                         | 5               | 200           |
| 7    | Nederland                | Gert Timmerman                                                                    | De Schommelstoel                       | 7                | 5                         | 7               | 134           |
| 8    | Canada                   | Lucille Starr                                                                     | Crazy Arms/Colinda                     | 9                | 7                         | 8               | 158           |
| 9    | Verenigd Koninkrijk      | Petula Clark                                                                      | Downtown                               | 6                | 9                         | 3               | 295           |
| 10   | Verenigd Koninkrijk      | Cliff Richard                                                                     | I Could Easily Fall (In Love With You) | 8                | 9                         | 4               | 304           |
| 11   | Nederland                | Wim Sonneveld                                                                     | Frater Venantius                       | 11               | 7                         | 11              | 169           |
| 12   | Verenigd Koninkrijk      | Julie Rogers                                                                      | The Wedding                            | 14               | 9                         | 9               | 271           |
| 13   | Verenigde Staten         | Trini Lopez                                                                       | Adalita                                | 13               | 9                         | 9               | 218           |
| 14   | Nederland                | Ronnie Tober                                                                      | Iedere avond                           | 22               | 3                         | 14              | 54            |
| 15   | Italië                   | Adamo                                                                             | Dolce Paola                            | 15               | 9                         | 4               | 281           |
| 16   | Verenigde Staten         | The Righteous Brothers                                                            | You've Lost That Lovin' Feelin'        | 26               | 2                         | 16              | 40            |
| 17   | Duitsland                | Geschwister Jacob                                                                 | Träume der Liebe                       | 17               | 4                         | 17              | 76            |
| 18   | Verenigd Koninkrijk      | Sounds Orchestral                                                                 | Cast your fate to the wind             | 16               | 4                         | 16              | 81            |
| 19   | Verenigd Koninkrijk      | The Rolling Stones                                                                | Little Red Rooster                     | 12               | 9                         | 4               | 281           |
| 20   | Nederland                | Willeke Alberti                                                                   | Mijn Dagboek                           | 21               | 9                         | 4               | 265           |
| 21   | Verenigde Staten         | Del Shannon                                                                       | Keep Searchin' (We'll Follow the Sun)  | 36               | 2                         | 21              | 25            |
| 22   | Italië / België          | Rocco Granata                                                                     | Noordzeestrand                         | 19               | 8                         | 18              | 160           |
| 23   | Duitsland                | Ronny                                                                             | Kenn Ein Land/Kleine Annabell          | 18               | 9                         | 18              | 170           |
| 24   | Nederland                | Helma & Selma                                                                     | Bergen van Tirol                       | 20               | 5                         | 20              | 74            |
| 25   | Verenigd Koninkrijk      | The Searchers                                                                     | What Have They Done to the Rain        | 28               | 6                         | 25              | 55            |
| 26   | Verenigde Staten         | Trini Lopez                                                                       | Lemon Tree                             | 30               | 4                         | 26              | 34            |
| 27   | Verenigde Staten         | The Supremes                                                                      | Baby Love                              | 24               | 9                         | 8               | 224           |
| 28   | Griekenland              | Trio Hellenique                                                                   | Ni Nanai                               | 23               | 8                         | 17              | 144           |
| 29   | Nederland                | Rein de Vries                                                                     | Patsy                                  | 35               | 2                         | 29              | 18            |
| 30   | Verenigde Staten         | Jay and the Americans                                                             | Come A Little Bit Closer               | 25               | 9                         | 13              | 192           |
| 31   | Verenigd Koninkrijk      | Moody Blues                                                                       | Go Now!                                | -                | 1                         | 31              | 10            |
| 32   | België Italië Oostenrijk | Bambis / Rocco Granata / Peppino di Capri                                         | Melancholie                            | 32               | 3                         | 31              | 28            |
| 33   | Verenigd Koninkrijk      | The Rolling Stones                                                                | Tell Me                                | 31               | 9                         | 11              | 187           |
| 34   | Verenigd Koninkrijk      | Georgie Fame and the Blue Flames                                                  | Yeh Yeh                                | 27               | 6                         | 24              | 70            |
| 35   | Duitsland                | Drafi Deutscher                                                                   | Cinderella baby                        | 39               | 3                         | 35              | 13            |
| 36   | Italië                   | Adamo                                                                             | She was an angel / Another love        | -                | 1                         | 36              | 5             |
| 37   | Nederland                | Johnny Kendall & the Heralds                                                      | See See Rider                          | 38               | 2                         | 37              | 7             |
| 38   | Verenigd Koninkrijk      | Julie Rogers                                                                      | Like a child                           | -                | 1                         | 38              | 3             |
| 39   | Verenigd Koninkrijk      | The Scorpions                                                                     | Hello Josephine                        | 37               | 2                         | 37              | 6             |
| 40   | Verenigd Koninkrijk      | The Kinks                                                                         | Tired of Waiting for You               | -                | 1                         | 40              | 1             |

## Nummers die vorige week wel in de lijst stonden, maar deze week niet meer
Deze week zijn er 4 nummers uit de lijst gegaan.
| Aantal weken volgehouden | Aantal punten | Hoogste positie | Rang vorige week | Land             | Artiest                   | Titel                        |
| ------------------------ | ------------- | --------------- | ---------------- | ---------------- | ------------------------- | ---------------------------- |
| 8                        | 168           | 7               | 29               | Nederland        | Gert en Hermien Timmerman | In Der Mondhellen Nacht      |
| 8                        | 229           | 3               | 33               | Verenigde Staten | Roy Orbison               | Pretty Woman                 |
| 8                        | 188           | 5               | 34               | Nederland        | Imca Marina               | Harlekino                    |
| 7                        | 64            | 24              | 40               | Verenigde Staten | The Drifters              | Saturday Night at the Movies |